# Асфальтовые джунгли (фильм, 2023)
«Асфальтовые джунгли» (англ. Asphalt city) — художественный фильм режиссёра Жана-Стефана Совера. В основе сценария роман Шеннона Берка 2008 года. Главные роли в фильме сыграли Шон Пенн, Тай Шеридан и Кэтрин Уотерстон.

## Сюжет
Готовясь к поступлению в медицинскую школу, Олли Кросс вместе с ветераном-парамедиком Джином Рутковски отправляется в поездку по Нью-Йорку.

## В ролях
- Шон Пенн — Джин Рутковски
- Тай Шеридан — Олли Кросс
- Кэтрин Уотерстон
- Майкл Питт
- Майк Тайсон
- Ракель Нейв

## Производство
В основе сценария фильма «Черные мухи» одноимённый роман Шеннона Берка 2008 года. В декабре 2018 года сценарий Райана Кинга к фильму был включен в Чёрный список лучших сценариев. В феврале 2019 года Жан-Стефан Совер занял режиссёрское кресло, а Мел Гибсон и Тай Шеридан вели переговоры о главных ролях. В феврале 2021 года Шон Пенн заменил Гибсона в главной роли, а кинокомпания Open Road Films приобрела права на распространение фильма в США. Кэтрин Уотерстон, Майкл Питт, Майк Тайсон и Ракель Нав присоединились к актёрскому составу фильма позднее. Съёмки прошли в Нью-Йорке при участии кинооператора Дэвида Унгаро.
Мировая премьера фильма состоялась 18 мая 2023 года на 76-м Каннском кинофестивале, где он боролся за Золотую пальмовую ветвь.
В январе 2024 года компании Vertical и Roadside Attractions приобрели права на кинопрокат фильма, который был переименован в «Асфальтовый город», и выпустили его в прокат 29 марта.

## Отзывы и оценки
На сайте Rotten Tomatoes фильм имеет рейтинг 40 % основанный на 43 отзывах, со средней оценкой 5.6/10. На Metacritic средневзвешенная оценка составляет 47 из 100 на основе 15 рецензий.
Эрик Ортис Гарсия из Screen Anarchy написал, что фильм "находит свою силу, отражая жестокий уровень стресса, присущий этой профессии… Совер чётко формулирует свою миссию: привлечь внимание к тем парамедикам, которые полностью перегружены. Этого режиссер добился. Тори Брейзер из Metro написала: «Черные мухи» — мрачная история, которую не рекомендуется смотреть любителям нежного кино, но ее посыл и отсутствие тонкости определенно задевают за живое.
Пит Хэммонд из Deadline написал, что у фильма «игровой актерский состав и хорошая, в основном ручная операторская работа Дэвида Унгаро», но что он не смог предложить ничего нового и повторил сюжетные моменты, уже рассмотренные в фильме Мартина Скорсезе «Воскрешая мертвецов» (1999).